# Tom Cooper (Radsportler)

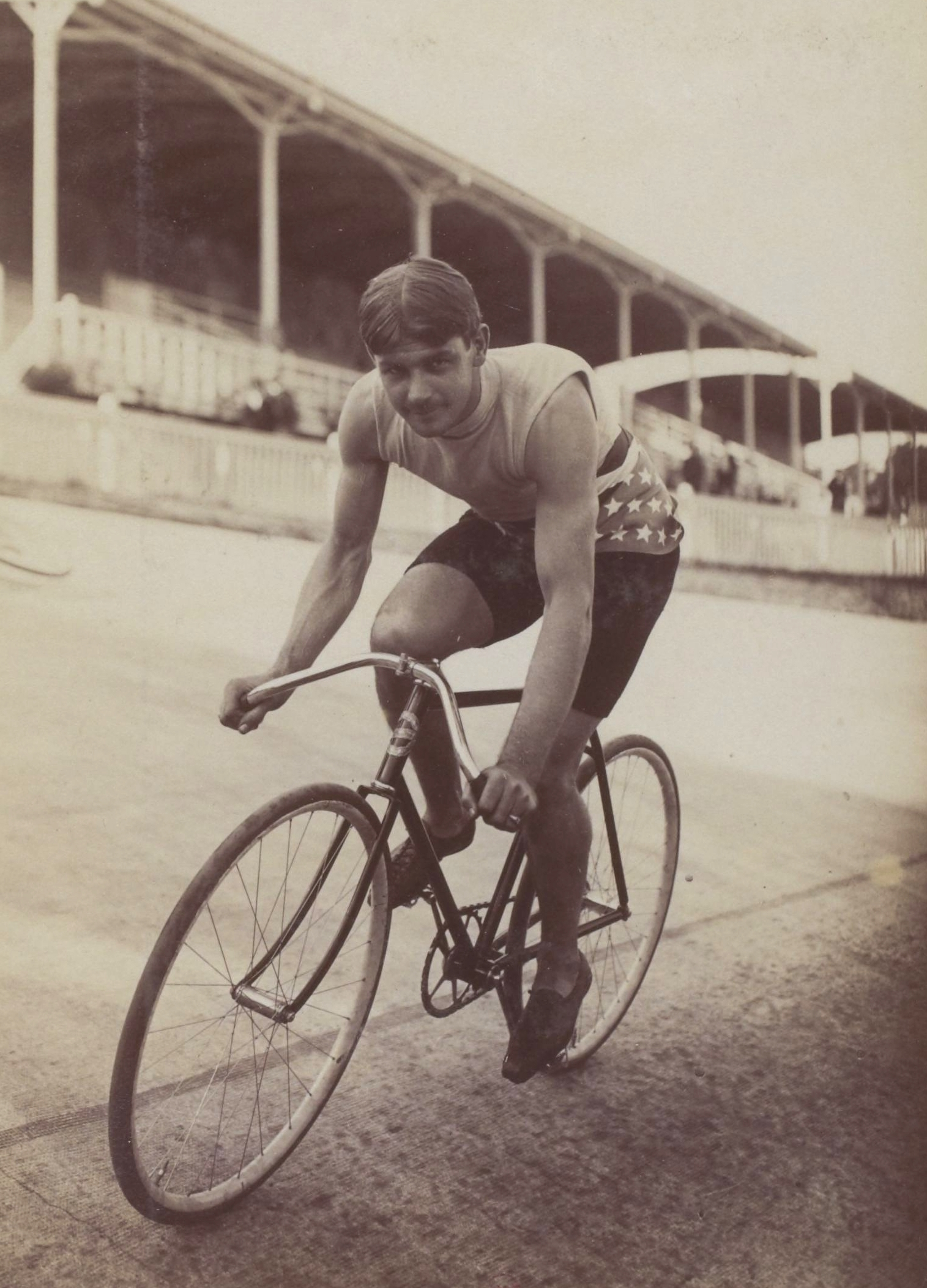
Tom Cooper (ca. 1899)

Tom Cooper (* 1. Dezember 1874 in New York City; † 20. November 1906 ebenda) war ein US-amerikanischer Rad- und Autorennfahrer.

## Radsport
Tom Cooper begann seine Radsport-Laufbahn in Detroit, wo er der Star des Detroit Athletic Clubs war. 1898 gewann er die Meisterschaft des Verbandes League of American Wheelmen über eine halbe Meile auf der Newby-Radrennbahn in Indianapolis, 1899 die US-amerikanische Meisterschaft. Legendär war seine Rivalität mit Major Taylor. Cooper galt zu seiner Zeit als der bestverdienende Radrennfahrer der Welt.

## Der Cooper-Ford Rennwagen
Wie viele Radrennfahrer um die Wende vom 19. zum 20. Jahrhundert wandte sich Cooper nach Beendigung seiner Radsport-Karriere dem Automobil zu. 1902 ging er eine Partnerschaft mit Henry Ford ein, um zwei Hochgeschwindigkeits-Rennwagen zu bauen, ein Jahr bevor Ford sein Unternehmen, die Ford Motor Company, gründete. Ergebnis dieses Projektes waren zwei Rennwagen mit Holzrahmen, vier Zylindern und rund 17 Litern (1080 Cubic inch) Hubraum. Die Fahrzeuge waren anfangs anfällig, und Ford verkaufte seinen Anteil an Cooper im Oktober 1902.
Wenige Tage später brachte Cooper die Wagen beim Manufacturer's Challenge Cup in Grosse Pointe, Michigan, an den Start. Cooper stimmte zu, dass der Rennfahrer Barney Oldfield den Wagen 999 (benannt nach der damals schnellsten Dampflokomotive) steuern sollte. Oldfield schlug bei diesem Rennen überraschend den Millionär und renommierten Rennfahrer Alexander Winton, Gründer der Winton Motor Car Company. Oldfield fuhr in den kommenden zehn Monaten weiterhin erfolgreich Rennen für Cooper und sorgte so für den Ruf Fords als guter Autobauer. Mit dem 999 fuhr er auf der Rundstrecke der Indiana State Fairgrounds als erster eine Meile in einer Minute (60 mph).

## Cooper und Oldfield auf Tour
Obwohl Barney Oldfield im August 1903 zum Team von Alexander Winton wechselte, blieben er und Tom Cooper auf verschiedene Weise Partner. Die beiden Männer tingelten mit ihren Rennwagen durch den Mittleren Westen und fuhren Rennen für 1000 Dollar. Einer der Höhepunkte war Coopers Sieg über Oldfield und seinen Winton-Rennwagen, wiederum in Grosse Pointe, am 9. September 1903.
Cooper und Oldfield entwickelten immer neue Ideen, um Geld zu verdienen. So schufen sie eine Spezialeffekt-Auftritt mit zwei Rennwagen für das Theaterstück The Vanderbilt Cup mit der populären Schauspielerin Elsie Janis in der Hauptrolle, der ein Autorennen auf der Bühne simulierte. Die beiden traten drei Monate lang jeden Abend damit auf.
Seit 1903 war Cooper selbst als Top-Rennfahrer anerkannt und ging fortan nur noch gelegentlich mit Oldfield auf Tour. Am 5. September 1906 stellte er einen seltsamen Meilen-Rekord auf: Mit einem Matheson, besetzt mit sieben Passagieren, fuhr er auf dem Strand von Atlantic City diese Strecke in 50,2 Sekunden.

## Vanderbilt Cup
Selbst fuhr Tom Cooper nie beim Vanderbilt Cup, aber er arbeitete 1905 und 1906 für das dort startende Matheson-Team. Am 22. September 1905 trat er zu den American Elimination Trials an, während des Trainings hatte sein Wagen jedoch einen Defekt. 1906 wurde Cooper Team-Manager bei Matheson. Der am Cup teilnehmende Fahrer, Ralph Mongini, fuhr in der ersten Runde gegen einen Telegrafenpfahl.

## Tödlicher Unfall
Tom Cooper starb bei einem Autounfall am 16. November 1906 in New York. Er war mit Freunden im Auto um Mitternacht in Höchstgeschwindigkeit durch den Central Park gerast und mit seinem Wagen auf ein anderes stehendes Fahrzeug geprallt. Er erlitt einen Genickbruch.